# Algimantas Šalna
Algimantas Šalna (parfois Shalna), né le 12 septembre 1959 à Vidiškės, est un biathlète soviétique. 

## Biographie
Après une très bonne saison internationale en 1983 (3 victoires en Coupe du monde), il devient champion olympique du relais 4 × 7,5 km lors des Jeux olympiques d'hiver de 1984 à Sarajevo en Yougoslavie. Lors de ces Jeux, il devient le premier lituanien à remporter une médaille olympique aux Jeux d'hiver et se classe aussi cinquième du sprint. Il remporte aussi deux titres de champion du monde en relais 4 × 7,5 kilomètres (1983, 1985) et un titre soviétique en 1983. Après sa carrière d'athlète il part aux États-Unis et dirige les équipes américaines de biathlon en 1994, 1998, 2002 et 2006.

## Palmarès

### Jeux olympiques d'hiver
| Épreuve / Édition | Individuel | Sprint | Relais                         |
| ----------------- | ---------- | ------ | ------------------------------ |
| JO 1984 Sarajevo  |            | 5e     | Médaille d'or, Jeux olympiques |

### Championnats du monde
- Champion du monde en relais 4 × 7,5 km lors du Championnats du monde 1983 à Antholz-Anterselva ( Italie).
- Champion du monde en relais 4 × 7,5 km lors du Championnats du monde 1985 à Ruhpolding ( Allemagne de l'Est).

### Coupe du monde
- Meilleur classement général : 6e en 1983[2].
- 6 podiums individuels : 4 victoires, 1 deuxième place et 1 troisième place.

#### Liste des victoires
4 victoires (1 en individuel et 3 en sprint)
| Saison    | Date            | Lieu       | Discipline       |
| --------- | --------------- | ---------- | ---------------- |
| 1982–1983 | 11 février 1983 | Anterselva | 10 km sprint     |
| 1982–1983 | 4 mars 1983     | Lahti      | 10 km sprint     |
| 1982–1983 | 5 mars 1983     | Lahti      | 20 km individuel |
| 1983–1984 | 7 janvier 1984  | Falun      | 10 km sprint     |